# Grabovac Vojnićki
Grabovac Vojnićki is een plaats in de gemeente Krnjak in de Kroatische provincie Karlovac. De plaats telt 97 inwoners (2001).